# Erable
Erable је рачунарски алгебарски систем (CAS) за породицу Hewlett-Packard за цртање научних калкулатора за HP 40, 48 и HP 49/50 серије

## Историја
Првобитно назван ALGB 1993., је развијен од стране француског математичара Bernard Parisse за HP 48SX. Временом, систем је интегрисан са доста функционалности из другог математичког паковања за HP 48 серије, ALG48 од стране Mika Heiskanen и Claude-Nicolas Fiechter. У једном тренутку, ALGB је преименован у Erable, француска игра речи на другом CAS под називом Maple. Компатибилан са HP 48S, 48SX, 48G, 48G+, 48GX, Erable је постао један од "потребних" софтверских пакета који се инсталирају напредним корисницима ових калкулатора.
Када је Hewlett-Packard развио HP 49G 1999. године, Erable и ALG48 пакети постали су саставни део слободне фирме калкулатора, сада под називом HP CAS.
HP CAS се такође појавио у HP 40G, 40gs, 49g+, 48gII и 50g и одржавао га је  Parisse до 2006.
На основу својих искустава са Erable, Parisse је почео развој новог и општијег  CAS система названог Xcas / Giac 2000. године. То је записано у C++ више него у  систем RPL. Овај систем је интегрисана у HP Prime 2013. под шемом двоструке лиценце

## Верзије
Последња стабилна самостална верзија Erable за HP 48 серије је 3.024 (1998-08-06), са изворним кодом 1998-07-14 који је доступан под GNU GPL. Најновије бета верзије за ове калкулаторе су  3.117 (1998-10-17) и 3.201 (1999-02-07).
Делови система CAS за  HP 49/50 серију (верзија 4) пуштени као отверни код под LGPL (јер неки делови CAS, који су заштићени ауторским правом Hewlett-Packard, остају власнички софтвер) и  били су одрзавани од стране  Parisse до 2006-02-02 (за слободну верзију 2.14), и 2006-09-19 (за слободну верзију 2.15 (2009-04-21) и 2.16 (2012-04-26)).